# 達尼羅·莫雷拉·塞拉諾
達尼羅·莫雷拉·塞拉諾（Danilo Moreira Serrano）一般称作達尼羅，1980年8月19日生于普雷图河畔圣若泽，巴西职业足球运动员。